# Мумія: Гробниця імператора драконів
«Мумія: Гробниця імператора драконів» (англ. The Mummy: Tomb of the Dragon Emperor) — американський пригодницький фільм 2008 року, продовження фільмів «Мумія» (1999) і «Мумія повертається» (2001). Режисер стрічки — Роб Коен, сценаристи — Альфред Гоу, Майлз Міллар, продюсери — Стівен Соммерс (режисер двох попередніх фільмів), Боб Даксей, Шон Деніел і Джеймс Джекс. Головні ролі виконали Брендан Фрейзер, Марія Белло, Джон Ганна, Люк Форд і Джет Лі. Фільм випущено 1 серпня у США. Його події відбуваються у Китаї, на відміну від єгипетського сюжету попередніх частин.

## Сюжет
Сюжет переноситься з Єгипту до Китаю. Дослідник Рік О'Коннелл повертається, щоб боротися з воскреслим імператором Цинь Ши Хуаном від давньокитайських катакомб до морозних гімалайських висот. У цьому йому допомагають його дорослий син Алекс, дружина Евелін і її брат Джонатан.
Імператор Цинь Ши Хуан, перемігши і поневоливши народи, безуспішно шукає секрети вічного життя. Він відправляє генерала Міна на пошуки всемогутньої чаклунки, яка знає секрет життя. Мін знаходить чаклунку, вона не виявляється старою і потворною, як він вважав. Чаклунка з генералом закохуються один в одного. Після розкриття секрету вони постають перед імператором. Імператор обіцяє з'єднати їх долі, але потім страчує Міна і ранить чаклунку. Перед смертю чаклунка насилає прокляття на імператора і його армію. Не стримавши слова, проклятий чаклункою провести вічність в сплячці, безжалісний імператор-дракон Китаю і його 10 000 воїнів залишалися забутими на 2000 років, закуті в глині як величезна, мовчазна теракотова армія.
Двадцяте століття. Сім'я О'Коннелів живе звичайним життям, з жалем згадуючи минуле. Але коли авантюриста Алекса О'Коннелла змушують обманом пробудити стародавнього правителя від свого вічного сну, безстрашний молодий археолог повинен просити допомоги у єдиних людей, які знають більше за нього, як перемагати нежить — своїх батьків. Він зустрічає Лінь, і разом з батьками вони знаходять житло чаклунки. Починається битва. Імператор піднімає свою армію. Цзи Юань відроджує армію мертвих і піднімає їх на боротьбу з імператором. У люті імператор починає битву з Цзи Юань, і вона ціною свого життя знаходить кинджал імператора, здатний його вбити. Перед смертю вона говорить Лінь «проткни йому серце». О'Коннелли разом направляються до імператора і відправляють його в пекло назавжди. У підсумку імператор убитий, його армія розпорошена. Протягом пригоди Алекс налагоджує відносини з батьком, а також закохується в Лінь — дочку чаклунки і генерала Міна. Після смерті імператора Лінь позбавляється безсмертя, і вони залишаються разом.

## Ролі
- Брендан Фрейзер — Рік О'Коннелл
- Джет Лі — Імператор Цінь Ши Хуан-ді
- Марія Белло — Евелін Карнахан О'Коннелл
- Джон Ханна — Джонатан Карнахан
- Люк Форд — Алекс О'Коннелл
- Мішель Єо — Цзи Юань
- Ізабелла Леонг — Лінь
- Ентоні Вонг — генерал Ян

## Реліз

### Касові збори
Прем'єра фільму відбулася в Москві 24 липня 2008 року. 1 серпня 2008 року фільм мав широкий прокат у 3760 кінотеатрах в Північній Америці. Станом на 10 жовтня 2008 року його домашні касові збори становили 102 491 776 $, а зовнішні — 298 636 863 $. Загальні збори фільму склали 401 128 639 $ по всьому світу.
Під час показу в Україні, що розпочався 31 липня 2008 року, протягом перших вихідних фільм демонстрували на 91 екрані, що дозволило йому зібрати 1 141 327 $ і посісти 1 місце в кінопрокаті того тижня. Фільм залишився на першій сходинці українського кінопрокату наступного тижня, адже досі демонструвався на 91 екрані і зібрав за ті вихідні ще 440 468 $. Загалом фільм в кінопрокаті України пробув 10 тижнів і зібрав 2 429 865 $, посівши 4 місце серед найбільш касових фільмів 2008 року.

### Критика
«Мумія: Гробниця імператора драконів» отримав негативні відгуки з боку кінокритиків, хоча й мав високі показники у прокаті. На сайті Rotten Tomatoes рейтинг фільму, що заснований на 167 відгуках, склав 13 %. На Metacritic середній рейтинг, заснований на 33 відгуках, доівнює 31 зі 100.